# Bruno Hampe
Bruno Hampe (* 26. April 1892 in Hessen; † 1970) war ein deutscher Bauingenieur und Baubeamter. 
Hampe wurde nach seinem Studium zum Dr.-Ing. promoviert. 1948 war er stellvertretender Vorsitzender des Normenausschusses des Deutschen Ausschusses für Stahlbeton (DAfStb), dessen Vorsitzender Bernhard Wedler war. Zu dieser Zeit war Hampe Oberregierungsrat bzw. Oberbaurat. 1955 erhielt er die Emil-Mörsch-Denkmünze. Als er 1957 in den Ruhestand ging, war er Ministerialrat in der Wasserstraßen- und Schifffahrtsverwaltung der Bundesrepublik Deutschland.

## Schriften
- Temperaturschäden im Beton, im besonderen im Massenbeton und Maßnahmen zu ihrer Verhütung. In: Bautechnik, Jahrgang 1941, Heft 34/35. / 2. Auflage, Ausschuss für Massenbeton, 1944, Heft 1
- Anwendung und Bedeutung der Verbundträgerbauweise. In: Bauingenieur, 25. Jahrgang 1950, S. 73–75.